# Ďábelské líbánky
Ďábelské líbánky je český černobílý film režiséra Zdeňka Podskalského z roku 1970. Vypráví o geniálním vynálezci (Vlastimil Brodský), velkém svůdníkovi, který čelí vzájemným potyčkám svých milenek a pomstám proti němu. Ve filmu zpívá Václav Neckář písně Láska má a Ta láska zlá.

## Děj
V ústavu, kde působí geniální vynálezce, slavný docent Kostohryz, vypukne požár. Hasiči jej nezvládají uhasit a tak jim pomůže sám docent svým novým protipožárním vynálezem. Při vyšetřování požáru je kapitánu Libíčkovi jasné, že byl založen úmyslně a že se jedná o souboj dvou milenek, Dagmar a Ester, o docenta Kostohryze. Krátce poté během oslav docentových narozenin Dagmar využije nepravého dopisu od docenta a vyláká tím Ester do protiatomového krytu poblíž ústavu, do kterého Dagmar nastraží bombu. Ta vybuchne a kapitán Libíček se svou asistentkou Alžbětou vyšetřují vraždu Ester. Všechny důkazy jsou proti docentu Kostohryzovi, je tedy zatčen a stane před soudem. Zde ale Dagmar vytáhne nové důkazy, které ze spiknutí usvědčují mrtvou Ester a docent je osvobozen. Slíbil ale Dagmar, že pokud mu u soudu pomůže, ožení se s ní. Kapitán Libíček tuší, že za vším stojí Dagmar a doporučí docentovi se oženit, jen tak budou blízko Dagmar a mohou čekat, až se prozradí a usvědčit ji. Novomanželé odjíždějí na svatební cestu na odlehlou hájovnu na Šumavu. Kapitán s asistentkou je tam sledují, ale Dagmar prokoukne všechny jejich nástrahy a sama se hodlá docentovi pomstít a ukládá mu o život, ale vždy tak, aby její úmysl nebyl dokazatelný. Policejní vyšetřovatelům, kteří vše zpovzdálí sledují, se hatí plány a po jednom nezdařeném pokusu vylekat Dagmar, aby v leknutí na sebe něco prozradila (jak se neplánovaně předtím podaří s hajným Vojtou), jsou prozrazeni a vydávají se zbloudilý pár na dovolené. Jsou pozváni do hájovny, kde Dagmar pro všechny připraví pokrm z jedovatých hub. Když i toto všichni přežijí, Dagmar v nemocnici navštíví svého muže a chce mu píchnout injekci s jedem. Za to je nakonec zatčena. Docent se vrací do ústavu, kde na něho čeká Ester, o které si všichni mysleli, že nepřežila výbuch protiatomového krytu, a je opět donucen si ji vzít. Před docentem jsou další líbánky plné plánů jeho manželky na pomstu a vraždu.

## Obsazení
| Vlastimil Brodský    | docent Richard Kostohryz                 |
| Jana Brejchová       | Dagmar                                   |
| Iva Janžurová        | Ester                                    |
| Jan Libíček          | vyšetřovatel kapitán Libíček             |
| Jiřina Jirásková     | Alžběta, kapitánova řidička a asistentka |
| Josef Beyvl          | hajný Vojta                              |
| Darja Hajská         | Vojtová, žena hajného                    |
| Jaromír Hanzlík      | zaměstnanec ústavu Bedříšek              |
| Jaroslav Moučka      | velitel hasicí čety                      |
| Miroslav Homola      | zaměstnanec ústavu                       |
| Josef Chvalina       | zaměstnanec ústavu                       |
| Zdeněk Řehoř         | vědecký pracovník                        |
| Jiří Pleskot         | vědecký pracovník                        |
| Nina Popelíková      | zdravotní sestra                         |
| Viktor Maurer        | lékař                                    |
| Květa Fialová        | reportérka                               |
| Jan Schánilec        | reportér                                 |
| Bohumil Švarc        | zástupce časopisu Playboy                |
| Ilja Prachař         | prokurátor                               |
| František Hanus      | předseda senátu                          |
| František Filipovský | inspektor Mrázek                         |
| Josef Vinklář        | inspektor Bouše                          |
| Roman Skamene        | kluk s prakem                            |
| Světla Svozilová     | poštmistrová                             |
| Zdeněk Najman        | dozorce                                  |
| Václav Kotva         | člen speciální čety                      |
| Josef Hlinomaz       | vrátný ústavu                            |
| Karel Urbánek        | obhájce                                  |
| Karel Hovorka        | zaměstnanec ústavu                       |
| Vratislava Jelínková | zaměstnankyně ústavu                     |
| Marie Popelková      | matriarchální stařena                    |
| Helena Růžičková     | tlustá tančící paní                      |
| Václav Neckář        | zpěvák                                   |